# بيت هرت
بيت هرت (بالإنجليزية: Pete Hurt)‏ هو لاعب كرة قاعدة أمريكي، ولد في 22 سبتمبر 1956 في كليفلاند في الولايات المتحدة.